# Niels Kaj Jerne
Niels Kaj Jerne, FRS (Londen, 23 december 1911 – Castillon du Gard, 7 oktober 1994) was een Deens immunoloog en Nobelprijswinnaar. In 1984 won hij samen met Georges Köhler en César Milstein de Nobelprijs voor Fysiologie of Geneeskunde voor onderzoek aan het immuunsysteem en de productie van monoklonale antistoffen.

## Biografie

### Jonge jaren
Jernes familie woonde al generaties op het Deense eiland Fanø, maar in 1910 verhuisden zijn ouders naar Londen. Hier werd Jerne geboren. Tijdens de Eerste Wereldoorlog verhuisden Jerne en zijn ouders naar Nederland, waar Jerne zijn jeugd doorbracht in Rotterdam. Hij studeerde gedurende twee jaar natuurkunde aan de Universiteit van Leiden, alvorens naar Kopenhagen te verhuizen om daar een studie medicijnen te beginnen. In 1947 haalde hij zijn diploma van de Universiteit van Kopenhagen. In 1951 kreeg hij zijn doctoraat voor zijn proefschrift "A Study of Avidity Based on Rabbit Skin Responses to Diphteria Toxin-Antitoxin Mixtures".

### Onderzoeksposities
Van 1943 tot 1956 was Jerne een onderzoeker aan het Deens National Seruminstituut. In deze periode kwam hij met een theorie over de formatie van antilichamen. Deze theorie gaf hem nieuwe internationale erkenning. In 1956 ging hij werken voor de wereldgezondheidsorganisatie in Genève, waar hij het hoofd werd van de afdelingen Biologische Standaarden en Immunologie. Hij behield deze positie gedurende zes jaar. In 1962 vertrok hij naar de Verenigde Staten om te gaan werken aan de Universiteit van Pittsburgh als professor microbiologie en voorzitter van het departement microbiologie. Wel behield hij banden met de wereldgezondheidsorganisatie als lid van een adviespanel.
In 1966 vertrok Jerne terug naar Europa, en ging werken als professor in experimentele therapie aan de Johann Wolfgang Goethe-Universiteit Frankfurt. In 1969 vertrok hij naar Zwitserland, alwaar hij directeur werd van het Basel Institut für Immunologie. Deze baan behield hij tot aan zijn pensioen in 1980.

### Familieleven
Jerne trouwde in zijn leven drie keer. Met zijn eerste vrouw, Tjek Jerne, kreeg hij twee zonen: Ivar Jerne (1936) en Donald Jerne (1941). Met zijn derde vrouw, Gertrud Wettstein, kreeg hij in 1971 een derde zoon, Andreas Wettstein.

## Eretitels
Jeren kreeg in zijn leven een Doctor of Science van:
- Universiteit van Chicago (1972)
- Columbia-universiteit (1978)
- Universiteit van Kopenhagen (1979)
- Universiteit van Bazel (1981)
- Erasmus Universiteit Rotterdam (1983)

Verder kreeg hij het lidmaatschap van de volgende wetenschappelijke genoodschappen:
- Foreign Honorary Member van de American Academy of Arts and Sciences (1967)
- Lid van de Kongelige Danske Videnskabernes Selskab (1969)
- Foreign Associate van de National Academy of Sciences (1975)
- Fellow van de Royal Society (1980)
- Lid van de Académie des Sciences (1981)